# N705iμ
FOMA N705iμ（フォーマ・エヌ なな まる ご アイ ミュー）は、日本電気 (NEC) によって開発された、NTTドコモの第三世代携帯電話 (FOMA) 端末である。

## 概要
P705iμと同様に世界最薄の9.8mmボディ。超薄型にもかかわらずおサイフケータイやFOMAハイスピードに対応している。
サブカメラを備えていないため、テレビ電話で自分の顔を送信することはできない。
| 主な対応サービス           | 主な対応サービス                    | 主な対応サービス           | 主な対応サービス                                     |
| -------------------------- | ----------------------------------- | -------------------------- | ---------------------------------------------------- |
| DCMX／おサイフケータイ     | うた・ホーダイ                      | 着うたフル／着うた         | デジタルオーディオプレーヤー(WMA)(AAC)(SDオーディオ) |
| 直感ゲーム／メガiアプリ    | Music&Videoチャネル／ビデオクリップ | 3Gローミング（WORLD WING） | プッシュトーク                                       |
| FOMAハイスピード           | GPS／ケータイお探し                 | デコメール／デコメ絵文字   | iチャネル                                            |
| 着もじ                     | テレビ電話／キャラ電                | 電話帳お預かりサービス     | フルブラウザ                                         |
| おまかせロック／バイオ認証 | 外部メモリーへiモードコンテンツ移行 | トルカ                     | iC通信／iCお引越しサービス                           |
| きせかえツール／マチキャラ | バーコードリーダ／名刺リーダ        | 2in1                       | エリアメール                                         |

1. ↑  サブカメラを備えていないため「体を動かす」は非対応。
2. ↑  BモードのメールはWebメールとなる。

### プリインストールiアプリ
- 地図アプリ
- Gガイド番組表リモコン
- DCMXクレジットアプリ
- ケータイクレジットiD

## 歴史
- 2007年11月1日 - D905i・D705i・D705iμ・F905i・F705i・N905i・N905iμ・N705i・N705iμ・P905i・P905iTV・P705i・P705iμ・PROSOLID μ・SH905i・SH905iTV・SH705i・SO905i・SO905iCS・SO705i・L705i・L705iX・NM705iの開発が発表。
- 2007年11月12日 - 電気通信端末機器審査協会 (JATE)通過
- 2007年11月14日 - 技術基準適合証明 (TELEC) 通過
- 2008年1月10日 - 報道関係者向けの内覧会で実機を公開
- 2008年2月15日 - 販売開始

## 不具合
2009年3月17日に、以下の不具合の修正がソフトウェアの更新でなされた。
- メール機能で特定の操作を行うと電源リセットする場合がある